# 短體鮡
短體鮡，為輻鰭魚綱鯰形目鮡科的其中一種，為熱帶淡水魚類，分布於亞洲中國瀾滄江及紅河流域，體長可達11.2公分，棲息在底層水域，生活習性不明。